# Список персонажів «Крутий учитель Онідзука»
В цій статті наведено список персонажів манґи та аніме «Крутий учитель Онідзука».

## Основні персонажі

Ейкіті Онідзука

- Ейкіті Онідзука — 22-річний фарбований блондин, темпераментна людина, колишній байкер, головна дійова особа серіалу. Він закінчив третьосортний університет, списуючи та обдурюючи викладачів. Після випуску він не зміг знайти пристойну роботу. Розважається підгляданням під спідниці дівчат в місцевому супермаркеті. Може віджимати 150 кг, має другий дан чорного поясу з карате і навіть стверджує, що робить 500 віджимань, 1000 підтягувань і 2000 присідань щодня.

З особистих міркувань вирішує стати вчителем, навіть при тому, що його IQ приблизно рівний 50 (з'ясовується пізніше). Перший досвід роботи вчителем відбувається в середній школі Масасіно, де він зустрічає Нанако Мідзукі. Не зважаючи на проблеми з грубими учнями в класі, дізнавшись про проблеми Мідзукі, Онідзука вирішує допомогти їй, бо бачить в цьому завдання справжнього вчителя.
На жаль, він зовсім забув про те, що необхідно скласти іспити. Але він не сумує, адже ще є приватні школи. Він вирішує піти працювати в школу Святого Лісу, не зважаючи на опір віце-директора Утіямади. Однією з умов прийняття його на роботу було те, що він житиме в школі — на горищі, яке має вихід на дах. Саме там Онідзука офіційно почав кар'єру вчителя, коли врятував учня Набору Йосікаву від самогубства.
Онідзука отримує в керування клас 3—4, що має найгіршу репутацію в школі. Попередні класні керівники класу були доведені учнями до божевілля. Проте, Онідзука не тільки виживає в цьому класі, але й зближується з його учнями. Це і стало основною сюжетною лінією серіалу Great Teacher Onizuka.
- Адзуса Фуюцукі — 22-річна вродлива дівчина, головний жіночий персонаж серіалу. На відміну від Онідзуки, вона живе нормальним життям, закінчила престижний університет Васеда. Не зважаючи на її спокійний тихий характер і манери, може бути дуже жорсткою, чим лякає іноді навіть Онідзуку. Її предмет — японська мова (у Live Action — англійська). Вона закохується в Онідзуку, але боїться признатися в цьому відкрито, він так само тож вони обоє вдають, що просто дружать. Це мало турбує людей, з якими спілкується Адзуса, окрім Саґури Тесіґавари, який вважає абсолютно неприйнятним той факт, що така розумна дівчина може закохатися в Онідзуку. Вона мала деякі труднощі з ученицями в її класі які заздрили тому, що воно своєю вродою привертала увагу молодих хлопців, але Онідзука допоміг їй у цій ситуації. У неї є молодша сестра Макото.

Адзуса Фуюцукі в Live серіалі сильно відрізняється від персонажа в аніме та манзі. Вона стає вчителем і через свою заздрість до сестри, яка стала стюардесою і часто призначала побачення молодим та привабливим чоловікам. Проте вона пізніше вирішує залишитися вчителювати завдяки Онідзуці, з яким, проте, вічно сперечається і лається. Live-версія Фуюцукі в цілому недолюблює чоловіків, бо вважає їх стурбованими самцями. Але Онідзука допомагає їй побачити, що причина такої поведінки криється в ній самій.

Рьоко Сакурай

- Рьоко Сакурай — директор академії Сейрін. Вона дбайлива жінка і вірить, що методи «навчання» Онідзуки дієві і допоможуть врятувати її навчальний заклад, не зважаючи на протидію викладацького складу.

Сакурай в Live-серіалі не так сильно вірить в здатності Онідзуки, іноді навіть закривається у власному кабінеті аби не бачити, того що він накоїв.

Хіросі Утіямада

- Хіросі Утіямада — віце-директор академії Сейрін. За весь аніме серіал і манґу Утіямада запам'ятовується двома речами: називає Онідзуку «паразитом» і нескінченно признається в коханні своїй машині Toyota Cresta.

Як розповідається в п'ятому томі манґи, Утіямада народився і здобув освіту в маленькому сільському містечку. Він був дуже здібним учнем і отримав рекомендації до Токійського педагогічного коледжу, де зустрівся зі своєю майбутньою дружиною. 29 років наполегливої праці дозволили йому заробити на приватний будинок.
Утіямада дотримується дуже консервативних поглядів на те, як походження людей впливає на їх майбутню кар'єру. Але, не зважаючи на численні спроби перешкодити планам Онідзуки, Утіямада є швидше не класичним лиходієм, а дуже принциповою, хоч і занудною людиною.
Удома його дружина і дочка постійно незадоволені ним і всім, що він робить. Він відчуває, що їм потрібні від нього лише гроші.
Врешті-решт, пройшовши багато пригод, Утіямада приймає і розуміє методи Онідзуки, цьому сприяв порятунок Урумі Кандзакі. Так само він допоміг Утіямаді налагодити відносини з сім'єю, поспілкувавшись з його дочкою.

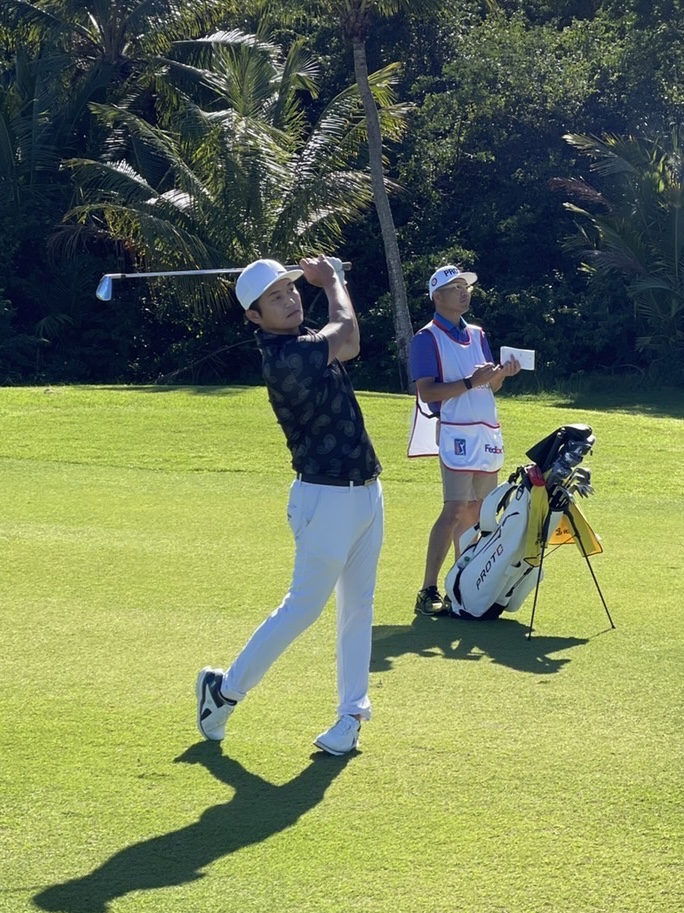
Дамма Рюдзі

- Дамма Рюдзі — колишній однокласник і товариш по банді Онідзуки, тепер власник невеликої автомайстерні. Контакти з Ейкіті підтримує, в основному, за допомогою сумісних п'янок, на яких Онідзука напивається як свиня, а Рюдзі транспортує його в школу на плечах. Коли борг Ейкіті перед Рюдзі зашкалив за п'ятизначні числа, Рюдзі зарікся допомагати другу грошима, так що тепер він може допомогти Онідзуці лише порадою та моральною підтримкою. Втім, враховуючи те, що Дамма набагато розсудливіший, ніж його друг-нехлюй, то і така допомога означає немало.

## Учні ліцею «Сейрін»

Клас 3-4

- Йосіто Кікуті — інтелігентний, зібраний і дуже розумний підліток, відмінний програміст і дизайнер. Шкільний геній, який першим приєднався до бойкоту проти Онідзуки, і першим вийшов з нього, вирішивши, що новий вчитель не такий, як попередні, і що йому можна довіряти. Спокійний Кікуті виступає протилежністю імпульсивному Онідзуці, і завжди готовий допомогти останньому.

- Куніо Мураї — хлопець з украй сильним материнським комплексом. Терпіти не може, коли Онідзука заграє з його дуже молодою і дуже красивою матір'ю, але з абсолютно незрозумілих причин (швидше за все, через слабкість характеру) завжди в Онідзуки на побігеньках.

- Урумі Кандзакі — геніальна, але іноді невиправдано жорстока дівчинка, подруга Кікуті. Її IQ більше за 200, але це не заслуга, а швидше трагедія Кандзакі. Її батьки не могли мати дітей, а матір дуже хотіла геніальну дочку. І як наслідок цього з'явилася Урумі, «дівчинка з пробірки» (клон). Її надзвичайні розумові здібності спочатку відштовхували від неї однолітків і притягували вчителів, а потім — навпаки. Важку травму на психіці Кандзакі залишила сварка з першою вчителькою, і цю травму пом'якшило тільки втручання Онідзуки. Кандзакі добре ставиться до Кікуті та Ейкіті але більш ніж прохолодно — до усіх інших.

- Нобору Йосікава — шкільний невдаха, тихий двієчник і слабак, фанат ігор на ігровій приставці. Як найслабкіший учень класу, він постійно піддається злісним нападкам і знущанням з боку дівчат, зокрема — з боку команди Айдзави. Дух Йосікави був повністю зламаний, хлопчик кілька разів намагався покінчити життя самогубством, але Онідзука врятував йому життя і захистив від постійних знущань.

- Аїдзава Міябі — холодна і замкнена в собі, вродлива і дуже здібна дівчина, хоч і не рівня Урумі, найвпертіший супротивник Онідзуки в школі. Вона вважає, що вчителі абсолютно не цінують своїх учнів і легко зрадять їх на догоду своїм інтересам. Міябі добивається звільнення Онідзуки будь-якими способами і абсолютно не прислухається до аргументів своїх однокласників, якщо вони яким-небудь чином захищають Ейкіті.

- Уехара Анко — подружка Аїдзави, що проявляє найбільший ентузіазм в знущаннях з Йосікави. Вона намагається принизити Нобору будь-якими засобами, аби тільки приховати той факт, що закохалася в шкільного невдаху, слабака і плаксу. Нобору боїться Уехару до рівня панічного жаху і нічних криків.

- Фудзійосі Кодзі — приятель Мураї, нічим не виділяється, середнього рівня успішності, ні в яких негідних справах відмічений не був. Відрізняється чесністю — ймовірно тому, що походить з небагатої сім'ї, де мати постійно працює, щоб забезпечити сина, але ніколи не скаржиться і строго виховує його.

- Номура Томоко — найкраща подруга Аідзави, дуже красива дівчинка з розвиненими формами, але дурна і неповоротка, через що дуже страждає. Ейкіті використовує старі зв'язки, що залишилися ще з байкерських часів, щоб проштовхнути Номуру в модельний бізнес.

- Кудзіракава Фуйомі — член баскетбольної команди ліцею, дуже висока і сильна, але украй скромна дівчинка. Закохана в Мураї, тому дуже сильно комплексує з приводу свого високого зросту, через який над нею сміються усі хлопці школи.